# Holysoft
Der Name Holysoft wird für mehrere Unternehmungen von David Holy verwendet. Im deutschsprachigen Raum ist der Name überwiegend durch das Label Holysoft für die Produktion von Hörspielen bekannt, die von der Firma Holysoft GmbH produziert werden. Ein asiatischer Ableger der Firma, die Holysoft Studios Inc. produziert hingegen Computerspiele. Die Firma verfügt über einen Streamingservice.

## Entstehungsgeschichte
Nach Abschluss der Lehre als Mediengestalter machte sich David Holy 2005 selbstständig und schrieb die ersten Hörspielskripte, unter anderem den Auftakt der Reihe Letzte Helden. Im Jahr 2006 gründete er die Gesellschaft Holysoft Studios Limited, die anfänglich als Werbeagentur für mittelständische Unternehmen arbeitete. Parallel unternahm die Tonabteilung erste Schritte zur Hörspielproduktion. Im Jahr 2009 wurde die HK Media GmbH & Co. KG gegründet, mit deren Hilfe die ersten Hörspiele finanziert wurden. Im Jahr 2010 erschienen die ersten Hörspiele, darunter die Hörspielserie Die Letzten Helden Aufgrund wirtschaftlichen Erfolgs baute das Unternehmen seine Verlagssparte aus. Im Jahr 2015 wurde die Holy Productions GmbH & Co. KG gegründet, um in neue Medienformate zu investieren, überwiegend in Computerspiele. Im folgenden Jahr wurde auf den Philippinen die Firma Holysoft Studios Inc. gegründet. Währenddessen arbeitete die Firmengruppe daran, das Hörspielprogramm zu erweitern. 2017 wurde Holysoft Studios Limited in die Holysoft GmbH umgewandelt. 2023 erklärten Holysoft und das Hörspiellabel Maritim eine Kooperation. Die meisten Titel von Maritim finden sich dadurch seit dem 1. April 2023 in der Holy-Hörspiel-App und dem dazugehörigen Streamingservice.

## Firmen
Das Konstrukt Holysoft besteht aus drei Kernfirmen:
- Die Holysoft GmbH mit Sitz in Aschaffenburg steuert die Produktionen des Verlags und betreut die Kunden der weiterhin betriebenen Werbeagentur. Pro Jahr werden bis zu 800 Sprecher disponiert, koordiniert und aufgenommen. Ebenso koordiniert sie die übrigen operativen Unternehmensteile.
- Holysoft Studios Inc. mit Sitz in Bacolod, Philippinen.
- Die Holy Productions GmbH & Co. KG stellt das Budget für Großprojekte wie Computerspiele zur Verfügung.

## Hörspiele

### Programm
Die erfolgreichste Hörspielreihe des Unternehmens ist Die Letzten Helden, die 18 Jahre nach Start abgeschlossen wurde. Als Spinoff wurden Die Abenteuer der Letzten Helden ins Leben gerufen. Diese Serie ist auf 100 Folgen ausgelegt. Die Strategie des Verlages sind großangelegte Serien, die meist mindestens 100 Folgen anvisieren, darunter die Holy Klassiker, Holy Horror und die Bibel.
Darüber hinaus schuf der Verlag auch eine in sich zusammenhängende Karl-May-Serie, die die Geschichten miteinander verknüpft, und arbeitete an diversen Lizenztiteln, darunter die Serie Hello Kitty, Drachenlanze und die Videospielhelden. Eine Zusammenarbeit mit Kai Meyer führte zu Hörspielumsetzungen von diversen Werken in Trilogieform: Merle, Sturmkönige und Arkadien. Die Produktion das Wolkenvolk wurde vom Hörverlag übernommen.
Diverse Übernahmen von Programmen anderer Labelbetreiber erweiterten das Programm. Darunter Larry Brent, Gespenster-Krimi, Team Undercover, Potz Blitz, Morgan und Bailey, Mord in Serie und Goldenagen Garden.
Mit der Produktion von bis zu 200 Hörspieltiteln pro Jahr ist Holysoft eines der produktivsten und größten Hörspiellabel Deutschlands. Aktuell verfügt das Label über 800 eigene Originaltitel. In dem eigenen Streamingservice gibt es eine Auswahl von fast 4000 Titeln. Laut Aussage des Labelchefs ist das Ziel bis zu 350 Titel pro Jahr zu produzieren; für jeden Tag ein Werk, dass im Holy-Streaming-Service und der Holy-Hörspiel-APP erscheint.

### Holy-Streaming-Abo
Holysoft bieten ein Streaming-Abo über die Website und per App an. Es umfasst fast 4000 Hörspiel-Titel. Pro Jahr erscheinen aktuell ca. 300 bis 400 neue Titel. Im August 2023 nutzten laut Holysoft fast 8000 User die App.

## Werke

### Hörspiele
Holysoft veröffentlicht den internen Fortschritt der Serien online. Hierzu werden 4 Faktoren bekannt gegeben. Sprachaufnahmen, Skript, Cover und Bearbeitung.
Eigenproduktion: Holy Originale
- 2008 Chronik der Verdammten, 1 Episode (6 geplant)
- 2010 Die letzten Helden, 48 Episoden und 3 Specials
- 2010 Heff der Chef, 24 Episoden
- 2010 Videospielhelden, 6 Episoden
- 2011 Drachenlanze, 12 Episoden
- 2012 Das Schwarze Auge Hörbücher, 6 Bücher
- 2016 Holy Klassiker, Klassiker der Weltliteratur, 100 Episoden
- 2016 Cyberdetective, 10 Episoden
- 2018 Holy Horror, 60 Episoden
- 2020 Hello Kitty, 24 Episoden
- 2021 Karl May, 31 Episoden
- 2021 Cthulhucalypse, 6 Episoden
- 2022 Die Abenteuer der Letzten Helden, 100 Episoden
- 2022 Sherlock Holmes Legends
- 2022 Van Dusen
- 2023 Die Bibel – Altes Testament
- 2023 Die Bibel – Neues Testament
- 2023 Lupin Legends
- 2023 Solomon Kane
- 2023 Holy Crazy Crime
- 2023 Medusas Königreich
- 2023 Gamemaster
- 2024 Sherlock Holmes Untold
- 2024 Lovecraft Legends
- 2024 Infinity

Serienübernahmen
- 2018 Mord in Serie
- 2018 Sex in Serie
- 2018 Gespenster-Krimi
- 2018 Morgan und Bailey
- 2018 Potz Blitz
- 2018 Team Undercover
- 2023 Larry Brent
- 2024 Fraktal
- 2024 Dragonbound (ab Staffel 2)

Angekündigte Serien und Reihen
- Flash Gordon
- Van Dusen Legends
- Holy Grusel
- Mata Hari
- Conan Legends
- Der kleine Prinz
- Holy Science Fiction
- Holy Krimi
- Lady Winchester
- Holy History

### Computerspiel
- The Doomed Knight, geplant für 2025[7]
- Fallen Tears: The Ascension, geplant für 2025[8]

### Bücher
- Die Letzten Helden
- Fussballbande